# جوش آدامز
جوش آدامز (16 نوفمبر 1993 في الولايات المتحدة - ) (بالإنجليزية: Josh Adams)‏ هو لاعب كرة سلة أمريكي في مركز هجوم خلفي. لعب مع Wyoming Cowboys basketball ‏.

## وصلات خارجية
- جوش آدامز على موقع الدوري الأوروبي لكرة السلة (الإنجليزية)
- جوش آدامز على موقع الدوري الإسباني لكرة السلة (الإسبانية)
- جوش آدامز على موقع كرة السلة الأوروبية.كوم (الإنجليزية)
- جوش آدامز على موقع كلية كرة السلة في سبورتس رفرنس.كوم (الإنجليزية)
- جوش آدامز على موقع ريلجم (الإنجليزية)
- جوش آدامز على موقع بروبوليرز (الإنجليزية)
- جوش آدامز على موقع سبورتس رفرنس (الإنجليزية)
- جوش آدامز على موقع سبورتس رفرنس (الإنجليزية)